# Parahypopta
Parahypopta is een geslacht van vlinders van de familie van de Houtboorders (Cossidae), uit de onderfamilie van de Cossinae. De wetenschappelijke naam en de beschrijving van dit geslacht zijn voor het eerst gepubliceerd in 1961 door Franz Daniel.

## Soorten
- Parahypopta caestrum (Hübner, 1808)
- Parahypopta nigrosignatus (Rothschild, 1912)
- Parahypopta radoti (Homberg, 1911)